# Candomblé
 (mai 2024).
Si vous disposez d'ouvrages ou d'articles de référence ou si vous connaissez des sites web de qualité traitant du thème abordé ici, merci de compléter l'article en donnant les références utiles à sa vérifiabilité et en les liant à la section « Notes et références ».
En pratique : Quelles sources sont attendues ? Comment ajouter mes sources ?

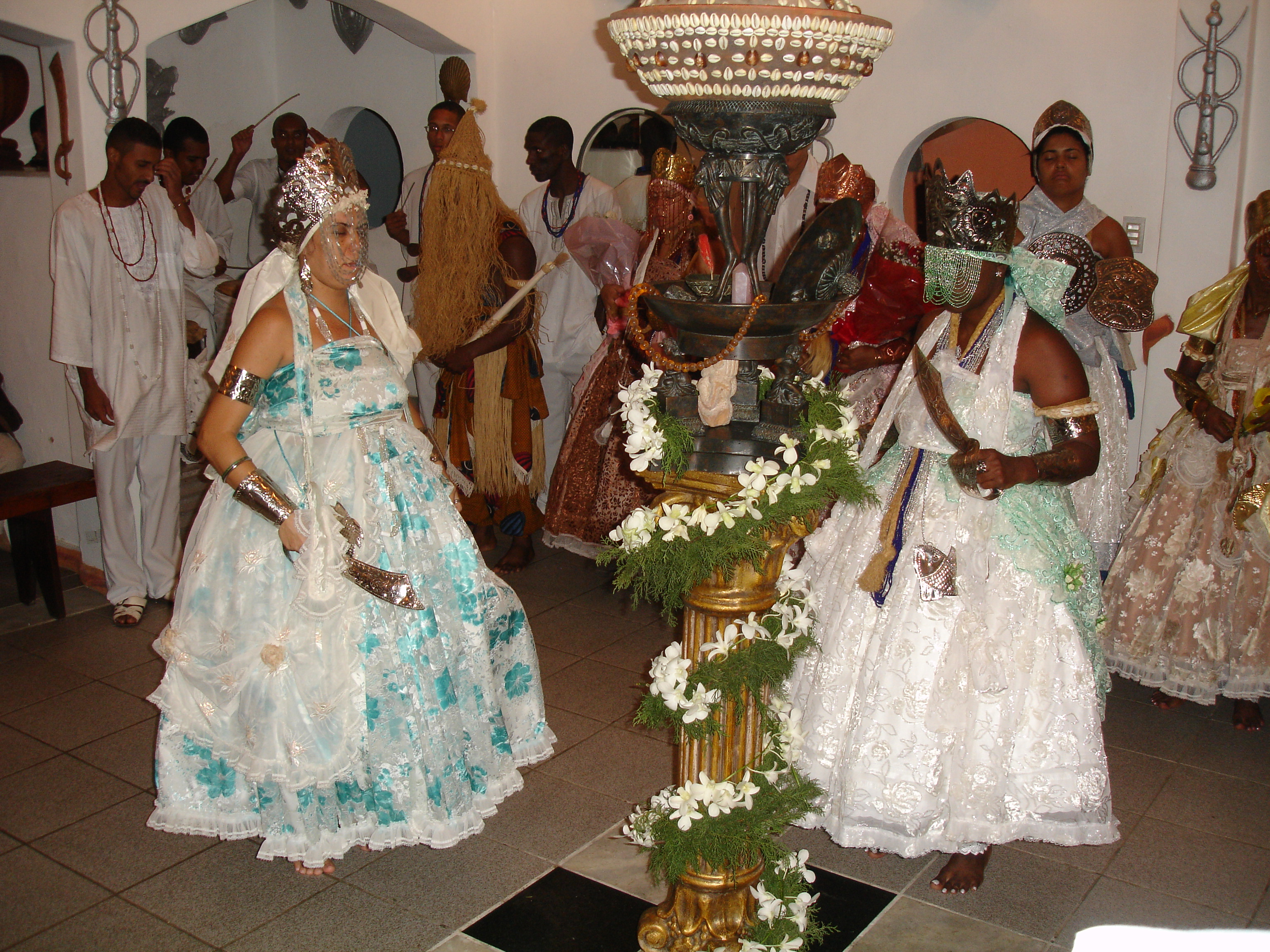
Cérémonie de candomblé dans Ile Ase Ijino Ilu Orossi au Brésil en 2008.

Le candomblé est une des religions afro-brésiliennes de possession pratiquées au Brésil, mais également dans les pays voisins tels que l'Uruguay, le Paraguay, l'Argentine et le Venezuela.
Mêlant les magies africaines, puis amazoniennes, avec le catholicisme, cette religion consiste en un culte des orixás (prononcé « oricha »), les dieux du candomblé d'origine totémique et familiale, chacun associé à un élément naturel (eau, forêt, feu, éclair, etc.), elle se fonde sur la croyance en l'existence d'une âme propre à la nature, le candomblé est le fruit d'un syncrétisme opéré par les descendants d'esclaves issus de la traite des Noirs de 1549 à 1888. L'univers du candomblé (rites, danses, musique, fêtes) est devenu partie intégrante de la culture et du folklore brésiliens.
Le candomblé est aujourd'hui l'une des croyances les plus populaires du Brésil, ses adeptes sont issus de toutes les couches de la société. Les femmes y tiennent un rôle important. Le candomblé dispose de plus d'une dizaine de milliers de lieux cultuels, où se déroulent les divers rites et cérémonies. Lors d'un recensement national, trois millions de Brésiliens (1,5 % de la population) ont déclaré pratiquer le candomblé[réf. nécessaire]. On dénombre plus de 2 230 maisons de candomblé (en portugais : terreiros) dans la seule ville de Salvador da Bahia. [réf. nécessaire]
Même s'il existe certaines similitudes, il ne faut pas confondre le candomblé avec les autres religions afro-brésiliennes qui en sont issues (Macumba, Omoloko ou Umbanda), ni avec les autres religions de la diaspora africaine pratiquées ailleurs sur le continent américain (Vaudou haïtien ou Santeria cubaine), qui ont évolué indépendamment et sont presque inconnues au Brésil.

## Historique
À l'époque coloniale, les missionnaires catholiques du Brésil forçaient les esclaves à se convertir au catholicisme. Pour pouvoir vouer un culte à leur Dieu et ainsi berner la religion catholique, les esclaves empruntèrent des modalités syncrétiques comme en d'autres occasions en récupérant leur religion ou croyances originelles pour y greffer des croyances et notions chrétiennes ainsi que des rites, de façon à rendre de manière progressive leur culte de plus en plus « catholique ». Les Africains déportés du Nigeria appartenaient à l'ethnie yoruba et avaient gardé, comme d'autres, de leur religion d'origine beaucoup d'aspects, masquant à peine leur pratique. C'est ainsi que Jésus-Christ devenait Oxalá, dieu de la créativité et fils de la divinité suprême Olorum, et Omulu ou Obaluiae, dieu guérisseur des épidémies, correspondait à saint Lazare. Un ensemble de couleurs, d'objets, de vêtements et d'aliments favoris distingue chaque orixa (ou chaque saint par association). Cette même ethnie yoruba, non seulement « préférée » du point de vue des esclavagistes pour certaines qualités, verra au fil des années son culte prédominer sur d'autres cultes d'origines ethniques différentes (notamment bantoue). Aujourd'hui on retrouve cette prédominance sur le continent américain (Caraïbes, États-Unis), avec une volonté d'élimination de toute influence extra-africaine (voir les études de Roger Bastide et Gilberto Freyre et les derniers travaux à ce propos de Stefania Capone).
D'abord confiné parmi la population africaine esclave, prohibé par l'Église catholique romaine, le candomblé s'est maintenu jusqu'à l'abolition de l'esclavage dans le pays en 1888, avant d'être criminalisé durant l'Estado Novo jusqu'aux années 1970.
Avant d'être officiellement reconnu comme un élément de la culture brésilienne en 1984, il était désigné par les autorités sous le terme de « bas spiritisme » (baixo espiritismo) - comme toute autre religions afro-brésilienne - et leurs célébrations étaient soumise à une autorisation policière ; à la différence du kardécisme (« haut spiritisme »), d’origine européenne, qui était légal durant toute la dictature militaire.

## Les nations
Bien que certaines cultures d'origine africaine du continent américain s'uniformisent aujourd'hui autour de la culture Yoruba, les esclaves brésiliens appartenaient à différents groupes ethniques, incluant les Mbundus, les Kongos, les Ovimbundus, les Yorubas, les Ewes et les Fons. L'évolution semi-indépendante de leurs religions, dans des régions différentes et parmi des ethnies variées, a permis une diversification des noms des divinités vénérées, des coutumes, de la musique, des vêtements liturgiques et du langage sacré utilisé dans les rites et les cérémonies.
Voici une liste non exhaustive des principales nations et sub-nations de candomblé et de leur région de prédilection :
- Nagô ou Yoruba
- Ketu ou Queto (Bahia et la plupart des États brésiliens)
- Efan (Bahia, Rio de Janeiro et São Paulo)
- Ijexá (principalement basée à Bahia)
- Nagô Egbá ou Xangô do Nordeste (Pernambouc, Paraíba, Alagoas, Rio de Janeiro et São Paulo)
- Mina-nagô ou Tambor-de-Mina (Maranhão)
- Xambá (Alagoas et Pernambouc) - quasi éteinte
- Bantou (Angola, Kongo, Bahia, Pernambouc, Rio de Janeiro, Minas Gerais, São Paulo, Goiás, Rio Grande do Sul)
- Candomblé de Caboclo (nations indiennes)
- Jeje : ce terme provient du yoruba adjeje qui signifie étranger (voir aussi Jeje-Nagô)
- Babaçuê (Pará)

## La croyance

### Un dieu unique
Contrairement à une idée reçue, le candomblé est une religion monothéiste. Toutefois, le nom de la puissance divine unique varie selon les nations (Olorum pour la nation Ketu, Nzambi pour les Bantous, Mawu pour la nation Jejé). Ces nations demeurent toutefois indépendantes en termes de pratiques quotidiennes. En vertu du syncrétisme existant dans la culture religieuse populaire brésilienne, une majorité de membres considèrent que leur dieu unique est le même que celui de l'abrahamisme. En général, les orixás reçoivent régulièrement des hommages sous la forme d'offrandes, de cantiques et de danses spéciales. La divinité créatrice a également une importance capitale dans la vie sociale des membres d'un terreiro.

### Lesorixás
Toutes nations confondues, le candomblé honore plus d'une centaine de divinités encore une fois introduites par les esclaves noirs venus d'Afrique. Toutefois, seulement une douzaine de divinités sont honorées dans la majorité des terreiros des grandes villes brésiliennes comme Salvador de Bahia ou Rio de Janeiro. Chacune de ces divinités dispose de caractéristiques pouvant se comparer à un orixá provenant d'un autre terreiro. Leurs cultes, rites et célébrations varient selon les nations. Chaque orixa est doté d'une personnalité, d'une habileté et de préférences rituelles qui lui sont propres. Ils sont tous connectés, d'une manière ou d'une autre, à un phénomène naturel spécifique (un concept qui se rapproche des divinités Kami du shintoïsme). Selon la tradition du candomblé, chaque être humain, à la naissance, est choisi par un orixa, qui sera identifié par un babalorixa (prêtre). Certains orixas peuvent également être "incorporés" dans le corps d'un être humain lors d'une initiation ou lors d'un rituel du candomblé.

### Lesorixásles plus honorés

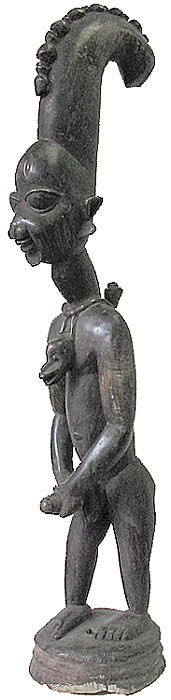
Statue d'Eshu (Oyo, au Nigéria, vers 1920).

#### Exu
Il correspond en Haïti ainsi qu'au Dahomey (tribus fon) à Legba, et se fait appeler Exu-Elegbara dans les nations Yoruba. Il sied de lui réserver la première place dans toute énumération des divinités Candomblé ; représentant en effet le « dieu qui ouvre les barrières », surveille les passages, ouvre et ferme les chemins, il est à ce titre salué avant tout autre orixá.
Orixá messager, il est le principal lien entre les Hommes et les divinités. Souvent représenté par la couleur brune ou noire, il dévore « tout ce que la bouche mange », adore la gymnastique, la pinga (argot brésilien pour désigner le rhum local, la cachaça) et n’importe quelle autre boisson alcoolisée. Orixá aux aspects multiples et contradictoires, il est souvent difficile de le décrire de manière cohérente. De caractère irascible, il aime susciter les disputes, provoquer les accidents, et les calamités publiques et privées. S'il est toutefois traité avec égards, il sait réagir favorablement et se montrer serviable. Lorsqu'au contraire on oublie de lui faire sacrifices et offrandes, on peut attendre toutes les catastrophes. Exu se révèle sans doute le plus humain des orixás, ni complètement bon, ni complètement mauvais.
Il domine les passages, carrefours et croisées de chemins - lieux fréquentés par les esprits malveillants et favorables aux arts magiques. Ses couleurs sont le noir et le rouge, ses minerais le bronze, le fer brut (minéral) et la terre (tabatinga). Son élément est le feu, son cri Laroiê ! K' oba laro ie Exú !!!. Ses aliments sont la farofa de dendê, le beefsteak cru ou mal grillé au brasier assaisonné d'oignons hachés menu, et le citron vert pour la préparation des boissons alcoolisées. Il exècre toute nourriture de couleur blanche et l'ail. Ses plantes sont le piment, l'herbe (capim) tiririca, l'ortie, l'arruda, la salsa, la menthe, le « comigo ninguém pode » (Dieffenbachia), la feuille de tabac. Ses animaux sont le bouc, le coq, les chevreaux et en de plus rares occasions la poule d'Angola (coquem). Amoureux, malin, créatif, persistant, impulsif, joueur, obscène, orateur de génie. Les risques de santé relatifs à cet orixá sont les douleurs de tête et plus rarement les problèmes de foie (résultant dans des accidents graves), et par ailleurs les problèmes avec la police.

#### Ogum
Ogum est l'orixá de l’agriculture, de la chasse et de la guerre. Après avoir découvert le feu et la forge, il les a donnés comme cadeaux aux hommes. Représenté par la couleur bleu marine, il mange du maïs, de la cará (plante de la famille des dioscoreáceas pourvue de tubercules alimentaires), des racines coques et des chiens. Il a pour attribut un petit sabre. Il est associé dans la religion catholique à Saint-Georges.

#### Oxóssi
Orixá de la chasse et des animaux, de l'abondance et de l'alimentation. Il aime le maïs vert, les racines et les fruits. Il est représenté par la couleur verte ou bleue. Il a pour attribut un arc et une flèche. Il est associé dans la religion catholique à saint Sébastien.

#### Obaluaiê ou Omolú

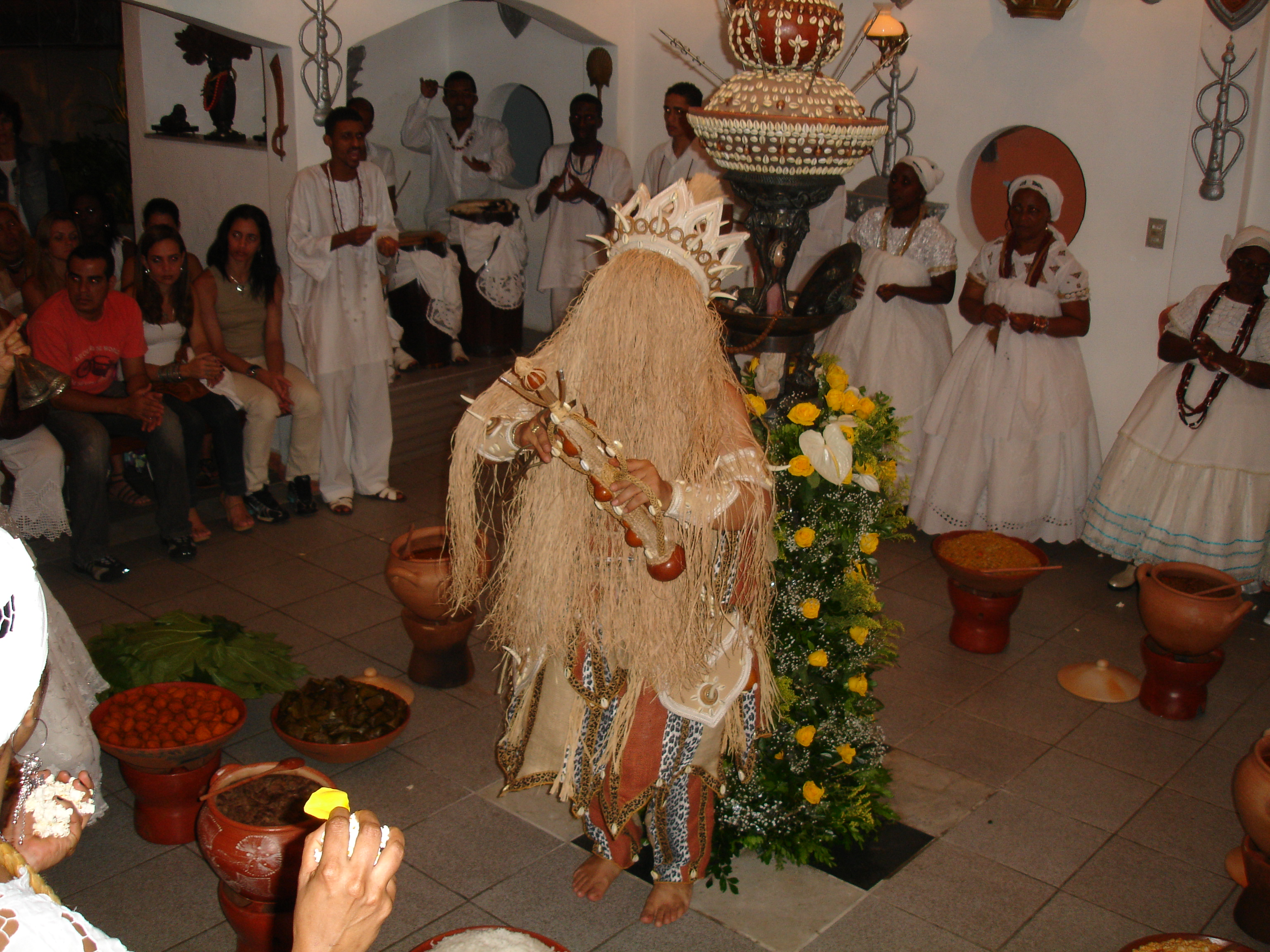
Obaluaiê, dont le haut du corps est couvert d'un masque de fibres. Cérémonie de candomblé dans Ile Ase Ijino Ilu Orossi.

Synonyme de la variole, son nom ne doit pas être prononcé. Il est l'orixá de la terre, de la santé et de la maladie. Représenté à la fois par les couleurs noire, blanche et rouge, il adore l’huile de Dendê. 
À Salvador de Bahia, on parle de Omolú, orixá des maladies et de la mort, dont tout le haut du corps est couvert d'un long masque de fibres végétales. Dans la religion catholique, Omolú est associé à saint Roch (saint protecteur contre la peste), ou à saint Lazare.

#### Xangô
Orixá de la foudre, du feu, des tonnerres et de la justice. Représenté par la couleur rouge et blanche, il apprécie le Quiabo gombo (légume capsulé, conique, vert et poilu, produit par le quiabeiro « Hibiscus esculentus » gombo), le mouton et les tortues. Il est associé dans la religion catholique à saint Jean-Baptiste ou Saint Jérôme, et non pas à Sainte Barbe comme dans la Santeria cubaine.

#### Iansã
Déesse du Niger, elle commande les vents et les tempêtes. Aimant les verdures et les légumes rouges, les couleurs la représentant sont le rouge et le brun. Elle a pour attribut un petit sabre en forme de cimeterre. Elle est associée dans la religion catholique à sainte Barbe (à la différence de la Santeria, où Sainte Barbe est associée à Changô).

#### Oxum
Déesse des eaux des rivières. Elle est la déesse de la beauté et elle a une forte liaison avec le monde spirituel. Elle est représentée par le jaune. Elle a pour attribut un miroir. Elle est associée dans la religion catholique à Nossa Senhora das Candeias.

#### Iemanjá
Déesse des eaux de mer, elle protège les familles, les enfants et la pêche. Elle est représentée par le bleu clair, le blanc et le rose clair. Elle est associée dans la religion catholique à Notre-Dame du Rosaire.

#### Nanã

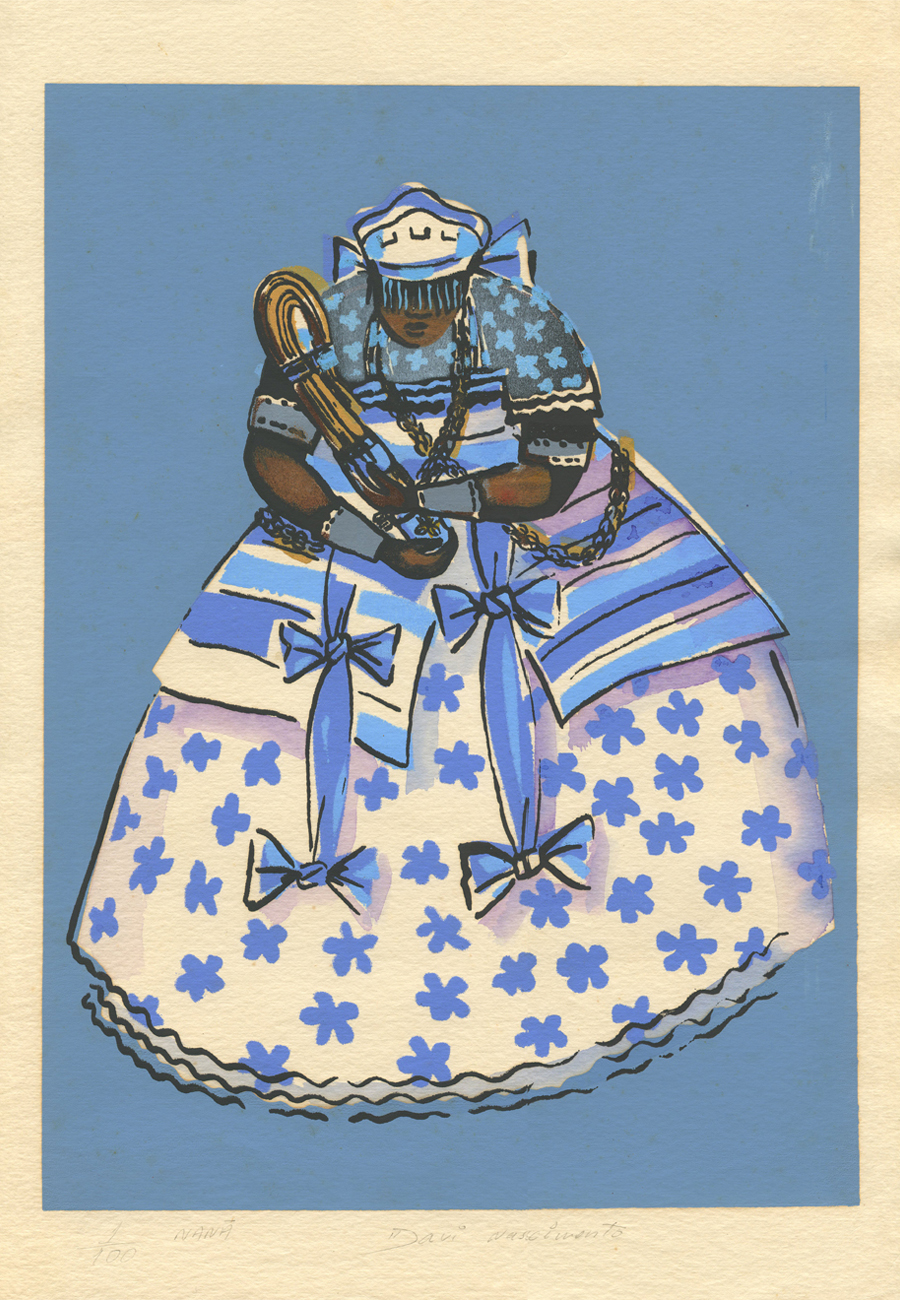
Nanã, ou Nana Buluku.

Aussi appelée Anamburucu, c'est l'orixá la plus vieille. Elle régit la boue, matière première des hommes, et la mort. Elle est vénérable et saine.

#### Oxalá
C'est le dieu le plus ancien, celui qui moule et donne vie aux hommes. Il est le père de tous, et l'orixá de la paix. Sa couleur est le blanc. Dans la religion catholique, il est associé au Senhor do Bonfim, le Seigneur de la bonne mort, le protecteur qui mène les évènements à une conclusion heureuse, vénéré à Salvador de Bahia.

## Le culte

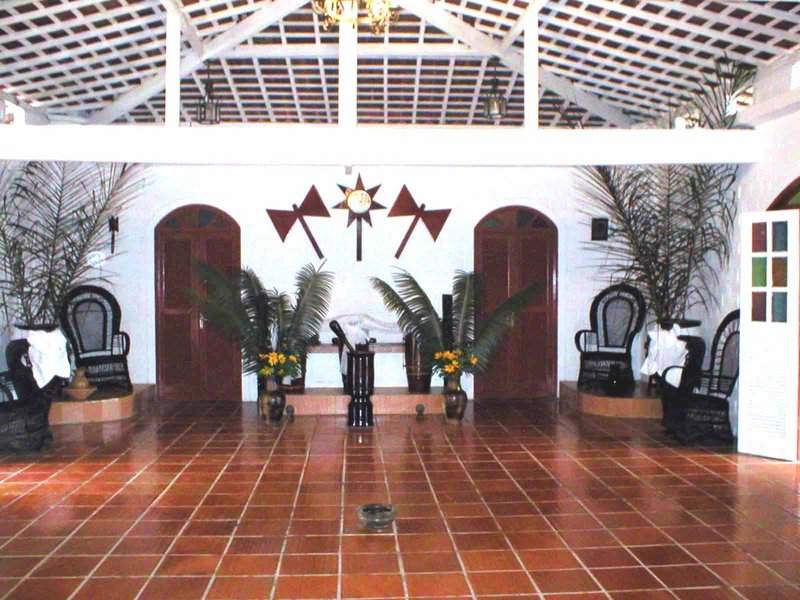
Lieu de culte Candomble

Au cours des cérémonies, les orixas sont invités à entrer dans les terreiros, au moyen de tambours, de chants et de danses, mais aussi de nourriture, d'herbes et d'encens sacré. Le premier à être appelé est l'orixa Exu, un esprit messager imprévisible et malicieux, celui qui intervient entre les croyants et les orixas. Cet esprit ouvre le chemin afin que les orixas descendent sur terre.

Au fur et à mesure de la cérémonie, les orixas se manifestent chez certains initiés qui entrent alors dans un état de transe et deviennent des intermédiaires entre les dieux et les Hommes. Les sacrifices d’animaux se pratiquent surtout dans les tereiros. La jambe de l’animal sacrifié est couverte d’une volaille. La chair de ces animaux est ensuite partagée entre les participants après qu’une partie aura été réservée aux Dieux. La partie lerin est partagée au sein de la communauté en fonction de la position et du rôle joués dans le rite.

## La hiérarchie religieuse
Dans le candomblé, la hiérarchie religieuse se décompose en sept stades également appelés degrés. Cette hiérarchisation méticuleuse au sein de la communauté du candomblé établit un régime particulier distribuant différentes charges à chaque membre du terreiro.

### Abiâ
Novice, débutant et inexpérimenté, les abiâs sont soit les nouveau-nés, qui n'ont pas encore été baptisés, soit des nouveaux arrivants curieux ou désirant s'intégrer dans un terreiro. Une initiation est donc nécessaire dans le but d'identifier l'orixa du membre initié. Après avoir participé aux différents rites d'initiations (bori, orô et iaô) dans lesquels leur sont enseignés le culte et la croyance (la tradition candomblé), les abiâs peuvent atteindre le second stade.

### Iaô
Lors de la danse et des cantiques rituels, l'orixa peut se manifester chez l'initié par des spasmes ou encore des sursauts parfois violents. Toutefois, seul un babalorixa est qualifié dans la reconnaissance de l'orixa en question. Une telle reconnaissance permet à l'initié de devenir "filho-de-santo" (fils de saint, en français), ce qui l'autorise à parvenir au troisième degré.

### Ebômi
Ce troisième degré n'est accessible qu'après l'accomplissement des obligations (se vêtir uniquement de blanc, manger avec les mains, ne s'asseoir que sur le sol) liées aux "filho-de-santo" d'une durée de 7 ans. Une cérémonie est alors organisée pour tous les candidats de ce degré. Celle-ci a lieu généralement dans les terreiros où les initiés portent allégeance à leur orixa tout en promettant de servir la communauté.

### Iabassê/Agibonâ
Ce degré de hiérarchie se scinde principalement en deux branches. Il considère en général la reconnaissance de l' orixa comme élément fondamental. Les pratiquants dont l'orixa n'a pas été reconnu, c'est-à-dire qui ne sont pas des filho-de-santo, peuvent accéder au poste de Iabassé. À ce niveau, le Iabassé a la responsabilité des préparations culinaires (autant pour les rites et les cérémonies que pour les fêtes organisées pour la communauté).
En ce qui concerne les pratiquants dont l'orixa a été reconnu dans un terreiro, le poste d'Agibonâ peut leur être proposé. Ils auront alors la responsabilité de s'occuper des futurs filho-de-santo lors de la cérémonie d'initiation.

### Ialaxé
Cette étape de la hiérarchie du candomblé est souvent la plus convoitée parmi les membres de la communauté religieuse. En effet, le Ialaxé est responsable des offrandes soumises aux différentes divinités. Ils veillent à ce que les offrandes, qui peuvent se présenter sous différentes formes (nourriture, objets), correspondent à la bonne divinité (chaque divinité requérant des offrandes différentes). Le Ialaxé doit donc être doté d'une excellente connaissance du système des offrandes pour parfaire sa tâche.

### Baba-quequerê/Iaquequerê
Ils sont les sous-commandants du terreiro. Leur rôle principal est de veiller au bon fonctionnement du terreiro. Cette administration se fait toujours en consultation du commandant suprême, le babalorixa. Ils se doivent de participer à tous les rites et cérémonies du terreiro et peuvent à l'occasion conseiller leur chef.

### Babalorixa/Ialorixa
Stade ultime de la hiérarchie du candomblé, il est responsable du commandement du terreiro. Seul apte à prendre une décision, personne ne peut agir en son nom sans son autorisation préalable. Pouvant compter sur de nombreuses personnes pour l'administration du terreiro, il tient souvent des conseils portant sur la quantité de filho-de-santos, des membres et des problèmes concernant la communauté. Ses fonctions religieuses sont diverses et incluent la connaissance des écritures sacrées, la conduite de toutes les cérémonies et des rites ainsi que la pratique de l'ensemble des liturgies religieuses du candomblé en entier.

## La pratique musicale dans le candomblé
La musique rituelle est d'une grande importance dans le candomblé. En effet, elle est considérée non seulement comme le moyen d'honorer les divinités mais de rentrer directement en contact avec celles-ci.

### Candomblé Ketu
Il trouve son origine dans l'ethnie Yoruba, essentiellement dans la ville de Kétou au Bénin. Il se joue sur trois tambours (atabaques) avec des baguettes.

### Candomblé Angola
Il vient d'Angola, comme son nom l'indique, et se joue à mains nues sur les instruments. Certaines parties, comme le samba de caboclo ou l'afoxé, sont directement reliées par certains spécialistes avec les origines du samba.

### Filmographie
- A Cidade das Mulheres, film documentaire brésilien réalisé par Lazaro Faria, sorti en 2005.